# Legendás állatok és megfigyelésük (film)
A Legendás állatok és megfigyelésük (eredeti cím: Fantastic Beasts and Where to Find Them) egy 2016-os brit-amerikai fantasy-kalandfilm, David Yates rendezésében. A forgatókönyvet J. K. Rowling, a Harry Potter könyvsorozat szerzője írta. A film címe megegyezik Rowling 2001-ben megjelent Legendás állatok és megfigyelésük című könyvével. A szereplők Eddie Redmayne, Ezra Miller, Colin Farrell, Ron Perlman, Jon Voight, Samantha Morton, Katherine Waterston, Dan Fogler és Gemma Chan.
A film megjelenése az Egyesült Államokban 2016. november 18., az Egyesült Királyságban 2016. november 17. Magyarországon szintén ezen a napon mutatták be magyar szinkronnal, az InterCom Zrt. forgalmazásában. Legendás állatok: Grindelwald bűntettei címmel elkészült a film folytatása, melynek bemutatója 2018 novembere.

## Háttér-információ
A Harry Potter-univerzumhoz tartozó Legendás állatok és megfigyelésük című kötetet a történet szerint tankönyvként használják a Roxfortban a legendás lények gondozása tantárgyhoz. Az állatlexikont Göthe Salmander állította össze, aki a film egyik főszereplője.
A film nem előzménye a Harry Potter sorozatnak, hanem a varázslók világának kitágítása térben és időben: a könyvektől (és a korábbi filmektől) eltérően nem Angliában, hanem az Egyesült Államokban játszódik, kb. 70 évvel korábban.

## Cselekmény
|  | Alább a cselekmény részletei következnek! |

1926-ban világjáró körútjáról New Yorkba érkezik Göthe Salmander (Eddie Redmayne), a mágikus lények szakértője, hogy egy barátja születésnapjára foltos golymókot vásároljon. Megérkezése után nem sokkal azonban a bőröndjéből kiszökik egy furkász, ami a csillogó pénzérmék utáni bűvöletben azonnal a közeli bankba szalad, felkeltve ezzel a lefokozott exauror Porpentina Goldstein (Katherine Waterston) figyelmét is. Salmander a furkász begyűjtésén fáradozva véletlenül elhagy egy tojást, amit a konzervgyári munkás magnix (varázstalan személy), Jacob Kowalski (Dan Fogler) talál meg, ezzel belekeveredve a történetbe. Mire Salmandernek sikerül befognia a furkászt, Kowalski már elmenekült a helyszínről, Goldstein pedig ezt megelégelve be is viszi Salmandert a minisztériumba a varázstalan népesség előtti mágiahasználatért, ami törvénysértésnek minősül.
A minisztériumban egyrészt kiderül, hogy Goldstein már nem auror, így nincs joga gyanúsítottakat bevinni, másrészt felfedezik, hogy Kowalski és Salmander bőröndjét összecserélték. Mire újra rátalálnak Kowalskira, addigra már egy félig lerombolt házban fekszik, és egy állat meg is harapta, így magukkal viszik a Goldstein nővérekhez. A lakásában találkoznak Porpentina legilimentor (más emberek gondolataiban olvasni tudó) húgával, Queenie Goldsteinnel (Alison Sudol), akit éppúgy lenyűgöz a magnix jelenléte az otthonában, mint amennyire Kowalskit lenyűgözi a varázslóotthon. Salmander gyógyírt készít a harapásra Kowalskinak, és bemutatja neki a csodálatos bőröndjét: a mágiával kialakított óriási térben egy tucat állatfajnak van megfelelő menedék. Mialatt a bestiákat etetik, rájön, hogy három lény is kiszabadult, így Kowalski segítségével utánuk indulnak, azonban Porpentina felelősnek érzi magát a szabályok áthágásáért, így a MACUSA (Mágiaügyi Kongresszus) elé viszi őket.
Közben kiderül, hogy a városban egy szörnyű erő tombol, megfélemlítve a varázslókat és varázstalan embereket egyaránt. A MACUSA-nak dolgozó Percival Graves (Colin Farrell) Credence (Ezra Miller) segítségével igyekszik a nyomára bukkanni annak az obskurusnak, aki (önhibáján kívül persze) felelős a helyzetért, közben mindenkivel elhiteti, hogy csak egy bestia műve a rombolás. Az obskuráló olyan személy, aki gyerekként valamilyen okból elfojtja a mágiáját, így az csak gyűlik, míg végül irányíthatatlanul ki nem robban, pár ilyen alkalom után az obskuráló életét is kioltva.
Amikor Porpentina a MACUSA elé tárja Salmander esetét, mindenki úgy hiszi, hogy ők a felelősek a városban történtekért, és halálra ítélik őket. Queenie segítségével megszöknek a kivégzés elől, és hajszát indítanak az elszökött állatok után, hiszen ha begyűjtik őket, és a támadások folytatódnak utána is, úgy ők tisztázva lesznek a felelősség alól. Míg sikeresen begyűjtik az állatokat, Graves rájön, hogy Credence az obskuráló, azonban már feldühítette annyira, hogy Credence tombolni kezdjen. Salmander látja az obskurálót, és segíteni akar neki, ám a MACUSA emberei hamarabb cselekednek, és megölik Credencet. Graves ezt látva dühében a MACUSA ellen fordul, és kiderül, hogy ő valójában fel akarta használni az obskuráló erejét. Salmander béklyót vet ki Gravesre, és felderítő bűbájt szór rá, ekkor kiderül, hogy Graves valójában a gonosz feketevarázsló, Gellert Grindelwald (Johnny Depp).
A városra memóriabűbájos esőt bocsátanak, és nem maradhat magnix tanú, így Kowalski emlékeit is törlik. Salmander elhagyja New Yorkot, azonban még megígéri Porpentinának, hogy személyesen hozza el neki majd a készülő könyvét a legendás állatokról. Az utolsó kockákon még látjuk, hogy Salmander anyagi segítségével Kowalski megnyithatta álmai pékségét, ahová Queenie is betér vásárolni...
|  | Itt a vége a cselekmény részletezésének! |

## Szereplők
| Színész                   | Szereplő                              | Magyar hang               |
| ------------------------- | ------------------------------------- | ------------------------- |
| Eddie Redmayne            | Göthe Salmander                       | Szatory Dávid             |
| Katherine Waterston       | Porpentina Goldstein                  | Sipos Eszter Anna         |
| Dan Fogler                | Jacob Kowalski                        | Fekete Ernő               |
| Alison Sudol              | Queenie Goldstein                     | Bozó Andrea               |
| Samantha Morton           | Mary Lou Barebone                     | Kiss Eszter               |
| Ezra Miller               | Credence Barebone                     | Tasnádi Bence             |
| Jon Voight                | Henry Shaw                            | Ujréti László             |
| Carmen Ejogo              | Seraphina Picquery                    | Pálmai Anna               |
| Colin Farrell Johnny Depp | Percival Graves / Gellert Grindelwald | Czvetkó Sándor Nagy Ervin |
| Ronan Raftery             | Langdon Shaw                          | Pálmai Szabolcs           |
| Josh Cowdery              | Henry Shaw Jr.                        | Varga Gábor               |
| Kevin Guthrie             | Abernathy                             | Szatmári Attila           |
| Jenn Murray               | Chastity Barebone                     | Andrusko Marcella         |
| Gemma Chan                | Madame Ya Zou                         | Kis-Kovács Luca           |
| Zoë Kravitz               | Leta Lestrange                        |                           |

## Készítése
A korábbi Harry Potter-filmekkel ellentétben a forgatókönyvet J. K. Rowling írta, akinek ez volt az első ilyen jellegű feladata. A rendező és a stúdió csak a harmadik változatot fogadta el tőle.
Mivel a film az Egyesült Államokban játszódik, a készítők szakítottak a korábbi hagyományokkal és nem csak brit színészeket alkalmaztak. A jelenetek nagy részét is Amerikában vették fel, a Warner Bros. filmgyárában, Leavesdenben, bár a New York-i kikötőben játszódó részeket Bedfordshire-ben és Londonban is forgattak, és több jelenetben Liverpool helyettesíti a 20-as évek New Yorkját.